# Thrasops occidentalis
Espèce
Statut de conservation UICN

 LC  : Préoccupation mineure
Thrasops occidentalis  est une espèce africaine de serpents de la famille des Colubridae.

## Répartition
Cette espèce se rencontre en Guinée, en Côte d'Ivoire, au Ghana, au Togo et au Sénégal.

## Publication originale
- (en) Parker, 1940 : Undescribed Anatomical Structures and new Species of Reptiles and Amphibians. The Annals and Magazine of Natural History, ser. 11, vol. 5, p. 257-274.